# Хама
Ха́ма (араб. حماة, кириліз.: Хама́ — досл. «фортеця») — місто на березі річки Оронт в центральній частині Сирії, за 47 км на північ від міста Хомс та за 209 км від столиці країни, Дамаска. Головне місто однойменної мухафази.
Населення міста — 696 863 людей. Хама є п'ятою в списку найбільших міст Сирії за кількістю населення, після Дамаска, Алеппо, Хомса та Латакії.

## Географія
Висота над рівнем моря — близько 270 м.

### Клімат
Місто знаходиться у зоні, котра характеризується середземноморським кліматом. Найтепліший місяць — липень із середньою температурою 28.3 °C (83 °F). Найхолодніший місяць — січень, із середньою температурою 6.7 °С (44 °F).
| Клімат Хами                               | Клімат Хами | Клімат Хами | Клімат Хами | Клімат Хами | Клімат Хами | Клімат Хами | Клімат Хами | Клімат Хами | Клімат Хами | Клімат Хами | Клімат Хами | Клімат Хами | Клімат Хами |
| Показник                                  | Січ.        | Лют.        | Бер.        | Квіт.       | Трав.       | Черв.       | Лип.        | Серп.       | Вер.        | Жовт.       | Лист.       | Груд.       | Рік         |
| Абсолютний максимум, °C                   | 27          | 28          | 32          | 36          | 41          | 42          | 42          | 47          | 43          | 42          | 31          | 28          | 47          |
| Середній максимум, °C                     | 10          | 12          | 16          | 21          | 27          | 32          | 35          | 35          | 32          | 26          | 18          | 11          | 23          |
| Середня температура, °C                   | 6           | 8           | 11          | 16          | 21          | 25          | 28          | 28          | 25          | 20          | 12          | 8           | 17          |
| Середній мінімум, °C                      | 3           | 4           | 6           | 10          | 13          | 18          | 21          | 21          | 18          | 13          | 7           | 4           | 12          |
| Абсолютний мінімум, °C                    | −7          | −7          | −11         | 0           | 3           | 8           | 10          | 12          | 6           | 1           | −3          | −4          | −11         |
| Норма опадів, мм                          | 66          | 54          | 46          | 24          | 12          | 2           | 0           | 0           | 1           | 11          | 37          | 46          | 299         |
| ----------------------------------------- | ----------- | ----------- | ----------- | ----------- | ----------- | ----------- | ----------- | ----------- | ----------- | ----------- | ----------- | ----------- | ----------- |
| Джерело: Weatherbase, Weatherbase (опади) |             |             |             |             |             |             |             |             |             |             |             |             |             |

## Економіка
Важливий сільськогосподарський та промисловий центр Сирії, площа оброблюваних земель  — 3680 км², що становить більше третини території мухафази. В місті розвинуті текстильна, харчова, цементна, металургійна промисловість.

## Історія
Поселення в Хамі існували з часів неоліту та залізної доби. Починаючи як мінімум з сиро-хеттського періоду засвідчено найменування міста — Хамат, від якого походить його сучасна назва. Поряд з Дамаском Хама була центром арамейської держави. Згадується в Біблії як столиця ханаанського царства. Під час завоювання Македонією місто отримало грецьку назва Епіфанія (Єпіфанія). Пізніше перейшло під контроль Візантії. Завойоване арабами в 638 або 639.
Із 1108 по 1188 роки місто перебувало під контролем хрестоносців. В 1188 році Салах ад-Дін відвоював його. З 1299 року під контролем мамлюків. З початку XVI століття — у складі Османської імперії. Після Першої світової війни у складі Леванту під контролем Франції при мандаті Організації Об'єднаних Націй. З 1941 року  — частина незалежної Сирії.

### Різанина в Хамі
Різанина в Хамі (араб. مجزرة حماة) — трагічні події лютого 1982 року, коли збройні сили Сирії піддали бомбардуванню, а потім взяли штурмом місто Хама з метою придушити повстання ісламістів під керівництвом братів-мусульман.
За різними оцінками, від 17,000 до 40,000 осіб були вбиті (в тому числі 1000 солдат),, значні райони старого міста виявилися зруйновані.

### Громадянська війна
Місто було місцем одного з найбільших протестних рухів під час сирійського повстання. Проте збройний конфлікт був мінімальним — переважно на ранніх стадіях збройного повстання — і місто залишалося під контролем урядової армії більшу частину війни.
4-6 грудня 2024 місто було захоплене повстанцями під час масштабного наступу сил опозиції, яке розпочалося 27 листопада.

## Визначні місця

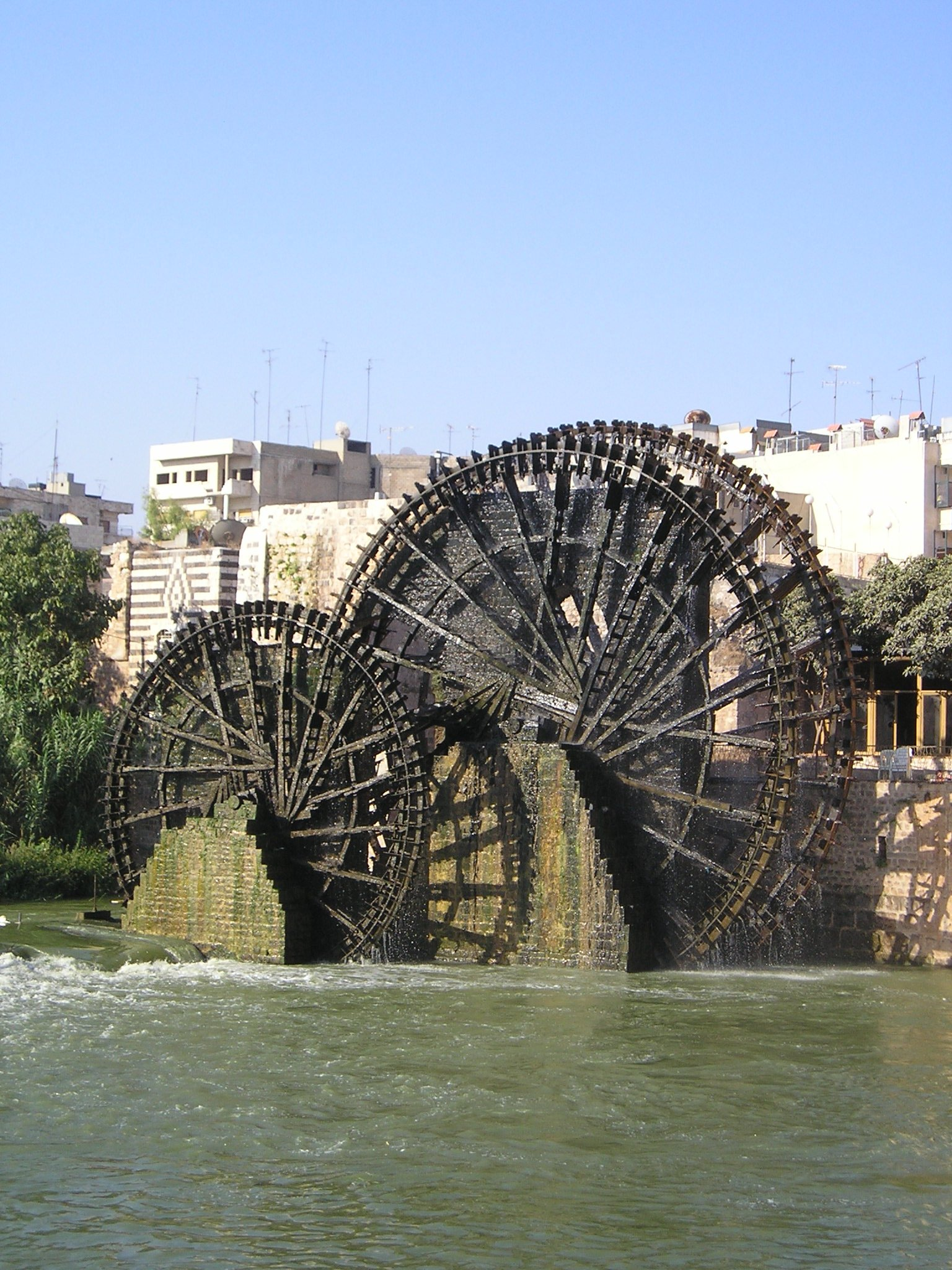
Норії на річці Оронт в Хамі

Місто славиться своїми норіями (сьогодні в хорошому стані знаходяться 22 норії), що використовувалися для поливу садів, які відомі з 1100 р. до н. е.. Хоча історично колеса використовувалися для іригації, сьогодні вони мають, переважно, естетичні функції. Інша пам'ятка — палац Азема (Каср Азем)   — заснований губернатором Дамаска Аземом. У місті також знаходиться Мечеть Нур ад-Дін.

## Відомі уродженці
- Абдель Хамід Сарадж